# انتهاكات حقوق الإنسان في كشمير
تتصل قضية انتهاكات حقوق الإنسان في كشمير بحالة المنطقة المُقسمَة والمُتنازع عليها ويتعلق ذلك بالصراع بين الهند وباكستان. تتعلق القضية بانتهاكات في كل من الإقليم الذي يدار من قبل الهند (جامو وكشمير) والإقليم الذي يدار من قبل باكستان (آزاد كشمير وغلغت-بلتستان)، وبشكل خاص منذ بداية الصراع في عام 1947 بعد تقسيم الهند.

## كشمير الخاضعة للإدارة الهندية

### خط المراقبة
خط المراقبة هو خط مراقبة عسكري يفصل بين الأجزاء الهندية والباكستانية من كشمير. لا يشكل الخط حدًا دوليًا قانونيًا ولكنه نتج عن حكم الأمر الواقع (دي فكتو)، فقد تم تحديده عام 1948 كخط وقف لإطلاق النار. قسّم الخط كشمير إلى قسمين وأغلق طريق وادي جهلوم، وهو المدخل الوحيد لوادي كشمير. أدى هذا التقسيم المناطقي، الموجود حتى اليوم، إلى أذية العديد من القرى وإبعاد أفراد العائلات عن بعضهم البعض. تسببت الألغام التي زرعها الجيش على طول الخط بقتل أعداد هائلة من الأبرياء وخلّفت الآلاف من المعوقين. ومن دون الحصول على تعويض، يصارع هؤلاء الأشخاص المعوقين في كشمير الهندية من أجل البقاء.
خلال أعمال الشغب التي قامت في كشمير عام 2008، قامت المجموعات المتطرفة الهندوسية ومؤيدو حزب بهاراتيا جاناتا بقطع طريق سريناجار-جامو الدولي، وهو الطريق السريع الدولي الوحيد الذي يربط وادي كشمير مع باقي الهند، وبقي مغلقًا لعدة أيام ما أوقف مد البضائع الضرورية. استجابةً لهذا القطع، في 11 أغسطس عام 2008، وتحت قيادة شيخ عبد العزيز، حاول 50,000 إلى 250,000 متظاهر كشميري أن يقطع خط المراقبة ليصل إلى مظفر أباد. ولكن تم إيقاف المتظاهرين في مدينة يوري ما أدى إلى قتل خمسة عشر شخصًا وإصابة المئات جراء إطلاق النار عليهم من قبل الشرطة والقوى الهندية شبه العسكرية. وكان الشعار الذي رفعه المتظاهرون هو "Khooni lakir tod do aar paar jod do" ويعني: اخترقوا خط المراقبة المليء بالدماء، واجعلوا كشمير موحدة من جديد.

### جامو وكشمير
تُعد انتهاكات حقوق الإنسان في جامو وكشمير، وهي منطقة متنازَع عليها وتخضع لإدارة الهند، قضيةً مستمرة. تتراوح الادعاءات المتعلقة بذلك من القتل الجماعي والاختفاء القسري والتعذيب والاغتصاب والاعتداء الجنسي؛ إلى القمع السياسي وقمع حرية التعبير. وقعت العديد من المذابح في المنطقة منذ عام1990 ، وقد تم اتهام الجيش الهندي وقوات الشرطة الاحتياطية المركزية وأفراد أمن الحدود ومختلف الجماعات المسلحة ووضعهم تحت المساءلة لارتكاب انتهاكات جسيمة لحقوق الإنسان ضد المدنيين الكشميريين. وفي وثيقة نشرتها ويكيليكس؛ اتهمت الهند بارتكاب انتهاكات منهجية لحقوق الإنسان، وذكرت أن الدبلوماسيين الأمريكيين يملكون أدلة على الاستخدام الواضح والواسع النطاق للتعذيب على أيدي الشرطة وقوات الأمن الهندية.

### قوات الأمن الهندية
في سبتمبر 1990، سُن قانون القوات المسلحة (القوى الخاصة) في جامو وكشمير (AFSPA) بعد إقراره في البرلمان الهندي بهدف معالجة الارتفاع في تمرد كشمير. تدّعي منظمة العفو الدولية المعنية بحقوق الإنسان أن القوى الخاصة وبموجب قانون (AFSPA) تمنح قوات الأمن حصانة من الانتهاكات المزعومة المرتكبة، وتدينها. حث مفوض الأمم المتحدة السامي لحقوق الإنسان نافانيثيم بيلاي الهند على إبطال قانون (AFSPA) وإجراء تحقيق في حالات الاختفاء في كشمير.
في 26 فبراير 2009، صرح رئيس الوزراء بوجوب إبطال هذا القانون، إلا أن قوات الأمن قالت إن نتائج إلغائه ستكون ضارة بالأمن ومساعِدة لمبادئ الإرهابيين، على الرغم من أن القوات العسكرية قد نكرت أن القانون ساري المفعول. كذلك قامت منظمات غير حكومية عالمية بالإضافة إلى وزارة الخارجية الأمريكية بتوثيق تجاوزات لحقوق الإنسان مثل عمليات الاختفاء والتعذيب والإعدام التعسفي التي نُفذت خلال عمليات مكافحة الإرهاب في الهند.
كما اتهمت هيومن رايتس ووتش قوات الأمن الهندية باستخدام الأطفال كجواسيس ورسل. استهدف أفراد الجيش الهندي المراسلين ونشطاء حقوق الإنسان، كما اتُهموا بارتكاب أكثر من 200 عملية اغتصاب في محاولة لتخويف السكان المحليين. وتفيد التقارير بأن برقيات ويكيليكس تحوي مواد تقول إن اللجنة الدولية للصليب الأحمر أطلعت المسؤولين الأمريكيين في الهند زاعمةً أن الهند «تغاضت عن التعذيب» وأن «الإيلاج الجنسي» كان يشكل جزءًا من سوء المعاملة على الضحايا. كما زعمت اللجنة أنه بين الـ 1296 معتقل الذين تم استجوابهم؛ أفاد 681 منهم بتعرضه للتعذيب، ومن بين هؤلاء اشتكى 304 أفراد من التعذيب/ الانتهاك الجنسي.
في عام 2005، أجرت منظمة أطباء بلا حدود دراسة استقصائية في كشمير خلُصت إلى أن عدد الأشخاص الذين تعرضوا للاغتصاب في كشمير منذ عام 1989 كان أعلى بكثير من عدد الأشخاص الذين واجهوا عمليات اغتصاب في مناطق نزاع أخرى مثل الشيشان وسريلانكا.
وجدت الدراسة أن 13% من المستجوبين قد تعرضوا للاغتصاب و11.6% من الذين تمت مقابلتهم كانوا أنفسهم ضحايا للاعتداء الجنسي منذ عام 1989. ذكرت الطبيبة سيما كازي أن عمليات الاغتصاب التي ارتكبتها قوات الأمن الهندية تفوق عمليات الاغتصاب التي ارتكبها المسلحون في كلّ من النطاق ومعدل التكرار. كما صرح البروفيسور ويليام بيكر في الجلسة الثانية والخمسين للجنة الأمم المتحدة لحقوق الإنسان أن الاغتصاب في كشمير كان بمثابة إستراتيجية فعالة للقوات الهندية لإذلال شعب كشمير.
في أبريل 2002، اعتقلت السلطات في كشمير الخاضعة للإدارة الهندية ثلاثة جنود شبه عسكريين عقب اغتصابهم الجماعي لفتاة تبلغ من العمر 17 عامًا. وفي يوليو 2011، كانت هناك احتجاجات مناهضة للهند في سريناجار عقب الاغتصاب المزعوم لامرأة في الخامسة والعشرين من عمرها في قرية مانزجام.
في أكتوبر عام 2011، اعتذر رئيس وزراء جامو وكشمير عن نشر أسماء وأنساب وعناوين 1400 ضحية اغتصاب. ولكن، لم يتم الإفصاح عما إذا كان المسؤول عن عمليات الاغتصاب تلك هو القوات الأمنية أم المسلحون أو أنها جزء من جريمة فقط. يرى لياكوات علي خان، وهو كاتب أكاديمي، أنه لا توجد عقوبات رسمية على هذه التجاوزات في كشمير، وأنه من السهل ارتكابها بسبب السلطات التي يمنحها القانون للقوات الأمنية في تطويق وتفتيش القرى والضواحي. تستخدم السلطات الارتباط مع الإرهاب -في حال وجوده- وسيلةً لدحض شهادة الضحايا. ارتكبت القوات الأمنية عمليات قتل خارجة عن القانون، واعتداءات، وغيرها من الانتهاكات لحقوق الإنسان. في تحقيق مجرى من قبل لجنة حقوق الإنسان التابعة لجامو وكشمير؛ وُجِدَت 2730 جثة في مقابر مجهولة في 38 موقعًا مختلفًا في شمال كشمير، وتم تحديد 574 جثة على الأقل على أنهن من السكان المحليين.

## المسلحون
تم الإبلاغ عن عمليات الاغتصاب التي قام بها المسلحون الإسلاميون منذ الحرب الهندية الباكستانية عام 1947. في 22 أكتوبر 1947، اجتاح المسلحون البشتون (الأفقان) مدينة بارامولا في شاحنة جيش باكستاني، واغتصبوا النساء ومن ضمنهم راهبات أوروبيات. في مارس 1990، خُطفت زوجة مفتش في قوى أمن الحدود، وتعرضت للتعذيب والاغتصاب الجماعي لعدة أيام، ثم أُلقي بها مع أضلاع مكسورة على حافة الطريق.
في 14 أبريل عام 1990، تعرضت ممرضة بانديت كشميرية من مؤسسة شيري كشمير للعلوم الطبية للاغتصاب الجماعي ثم الضرب حتى الموت من قبل الإرهابيين. واعترفت جبهة تحرير جامو كشمير بارتكابها الجريمة، متهمةً الممرضة بإبلاغ الشرطة عن وجود المسلحين في المستشفى. في 6 يونيو 1990، اختُطفت مساعدة مخبرية في مدرسة البنات الثانوية الحكومية في تريهجام، واغتُصبت جماعيًا لعدة أيام، ثم رُميت في منشرة للأخشاب.